# Ковальов Микита Олександрович
Микита Олександрович Ковальов (рос. Никита Александрович Ковалёв; нар. 31 березня 1996, Ростов-на-Дону, Росія) — російський футболіст, захисник. 

## Життєпис
Вихованець «Ростова». У заявці клубу на сезон РФПЛ – з 2013 року. 25 липня 2016 року внесений до заявки «Ростова» на Лігу чемпіонів. 20 серпня 2016 року дебютував у чемпіонаті Росії у поєдинку четвертого туру проти «Томі», вийшовши на заміну на 56-й хвилині замість Федора Кудряшова.